# Werner Grothmann
Werner Grothmann (Francoforte sul Meno, 23 agosto 1915 – 26 febbraio 2002) è stato un militare tedesco delle Waffen-SS e aiutante di campo di Heinrich Himmler dal 1940 fino al 1945.

## Biografia
Nacque a Francoforte sul Meno nel 1915 e, dopo gli studi in economia, iniziò a lavorare come contabile in banca. Nel 1933, all'età di 18 anni, si arruolò nelle SS e fu addestrato nella SS-Junkerschule. All'inizio della seconda guerra mondiale, gli fu affidato il comando dello SS-Sturmbann nº 13, un'unità della SS Standarte Deutschland. Partecipò alla campagna di Francia dove fu ferito in combattimento nel giugno 1940.
Su suggerimento di Joachim Peiper, Grothmann fu nominato secondo assistente di Himmler fino al luglio 1942 e poi promosso ad aiutante di campo: in questa veste, Grothmann lo accompagnò in tutte le visite avvenute sul campo.
Durante gli ultimi giorni di guerra in Europa, Himmler, Grothmann e Heinz Macher viaggiarono da Lubecca a Flensburg, dove Himmler offrì i suoi servizi come secondo in comando al governo di Flensburg guidato da Karl Dönitz, successore di Adolf Hitler. Dönitz respinse ripetutamente le offerte di Himmler, avviò negoziati di pace con gli Alleati e licenziò formalmente Himmler da tutti i suoi incarichi. Non voluto dai suoi ex colleghi e braccato dagli Alleati, Himmler tentò di nascondersi, dotato di un libretto paga contraffatto a nome del sergente Heinrich Hitzinger della Geheime Feldpolizei. Ciò si sarebbe rivelato un errore poiché i membri di questa organizzazione erano ricercati dalle forze di occupazione. Grothmann e Macher erano entrambi vestiti come soldati semplici dell'esercito.
Grothmann, Himmler e Macher furono fermati a un posto di blocco, istituito il 21 maggio da un gruppo di ex prigionieri di guerra sovietici e arrestati. I tre uomini furono portati in una caserma a Lüneburg il 23 maggio. Durante l'interrogatorio, Himmler ammise la sua reale identità e quindi fu portato al quartier generale della Seconda Armata britannica. Durante una visita medica, Himmler si suicidò con una pillola di cianuro nascosta.
Dopo il suicidio di Himmler, Grothmann e Macher furono arrestati. Grothmann fu portato in una caserma a Lubecca, dove fu interrogato a lungo e negò di essere a conoscenza dell'Operazione Reinhard. Grothmann fu testimone d'accusa contro diversi ufficiali delle SS tra il 1946 e il 1948, ma durante il processo a Karl Wolff negò di essere a conoscenza della Soluzione Finale. Dopo essere stato rilasciato, Grothmann fu denazificato, considerato un elemento della categoria III, da un tribunale di Frisinga nel marzo 1949.
Nel dopoguerra, Grothmann si rifece una vita come uomo d'affari e negli anni '70 concesse alcune interviste in cui denigrò la figura di Himmler. Fece anche un elogio funebre al funerale di Richard Schulze-Kossens. Grothmann morì nel 2002.